# Championnat du Kenya de football 2021-2022
Navigation
Saison précédente Saison suivante
La saison 2021-2022 du Championnat du Kenya de football est la cinquante-huitième édition de la première division au Kenya, organisée sous forme de poule unique, la Premier League, où toutes les équipes se rencontrent deux fois au cours de la saison. En fin de saison, les deux derniers du classement sont relégués et remplacés par les deux meilleurs clubs de National Super League, la deuxième division kényane.
Le club de Tusker FC, tenant du titre, termine à la première place et remporte son 13e titre de champion.

## Déroulement de la saison
Le championnat débute le 25 septembre 2021, après la 6e journée début novembre il est arrêté à cause de la situation sanitaire.
Le championnat reprend le 4 décembre 2021.
Après la saison, à cause de problèmes organisationnels, la fédération annule et invalide la saison 2021-2022.

## Les clubs participants
- AFC Leopards
- Sofapaka FC
- Ulinzi Stars FC
- Tusker FC
- Nzoia United FC
- Gor Mahia
- Nairobi City Stars
- Kakamega Homeboyz
- Mathare United
- Bandari FC
- Posta Rangers FC
- Bidco
- Kenya Commercial Bank
- Kariobangi Sharks
- Wazito FC
- FC Talanta - Promu de D2
- Vihiga Bullets - Promu de D2
- Kenya Police - Promu de D2

## Compétition
Le barème de points servant à établir le classement se décompose ainsi :
- Victoire : 3 points
- Match nul : 1 point
- Défaite : 0 point

### Classement
| Rang | Équipe                | Pts | J  | G  | N  | P  | Bp | Bc | Diff |
| ---- | --------------------- | --- | -- | -- | -- | -- | -- | -- | ---- |
| 1    | Tusker FC T           | 66  | 34 | 19 | 9  | 6  | 42 | 17 | +25  |
| 2    | Kakamega Homeboyz     | 66  | 34 | 18 | 12 | 4  | 54 | 34 | +20  |
| 3    | Gor Mahia             | 58  | 34 | 15 | 13 | 16 | 38 | 29 | +9   |
| 4    | Bandari FC            | 57  | 34 | 15 | 12 | 7  | 42 | 26 | +16  |
| 5    | Nairobi City Stars    | 52  | 34 | 14 | 10 | 10 | 45 | 34 | +11  |
| 6    | AFC Leopards          | 49  | 33 | 12 | 13 | 8  | 42 | 35 | +7   |
| 7    | Kenya Commercial Bank | 49  | 34 | 12 | 13 | 9  | 40 | 33 | +7   |
| 8    | Sofapaka FC           | 49  | 33 | 12 | 13 | 8  | 32 | 26 | +6   |
| 9    | Kenya Police P        | 47  | 34 | 11 | 14 | 9  | 44 | 35 | +9   |
| 10   | Kariobangi Sharks     | 45  | 34 | 12 | 9  | 13 | 44 | 39 | +5   |
| 11   | Posta Rangers FC      | 44  | 34 | 12 | 8  | 14 | 44 | 41 | +3   |
| 12   | FC Talanta P          | 44  | 34 | 11 | 11 | 12 | 39 | 43 | -4   |
| 13   | Ulinzi Stars          | 43  | 32 | 10 | 13 | 9  | 21 | 22 | -1   |
| 14   | Nzoia United FC       | 37  | 34 | 7  | 16 | 11 | 36 | 39 | -3   |
| 15   | Bidco                 | 36  | 34 | 8  | 12 | 14 | 32 | 40 | -8   |
| 16   | Wazito FC             | 34  | 34 | 9  | 7  | 18 | 34 | 50 | -16  |
| 17   | Vihiga Bullets P      | 27  | 34 | 6  | 9  | 19 | 25 | 58 | -33  |
| 18   | Mathare United        | 11  | 34 | 3  | 2  | 29 | 18 | 72 | -54  |

|  | Champion                                                                                  |
|  | Qualification pour la Coupe de la confédération 2022-2023                                 |
|  | Relégation en National Super League                                                       |
|  | Qualifié pour les barrages de relégation                                                  |
|  | T : Tenant du titre C : Vainqueur de la Coupe du Kenya P : Promu de National Super League |

- Après trois forfaits, Mathare United est suspendu, tous les résultats après la 29e journée sont validé par une défaite 0 - 2.
- Deux matchs impliquant Ulinzi Stars, contre Sofapaka FC et AFC Leopards, n'ont pas été joué pour un problème de logistique[2].
- En fin de saison la fédération n'inscrit aucun club en compétitions continentales.

## Bilan de la saison
| Championnat du Kenya de football 2021-2022 |                                  |
| Champion                                   | Tusker Football Club (13e titre) |
| Qualifications continentales               |                                  |
| Ligue des champions de la CAF 2022-2023    | aucun                            |
| Coupe de la confédération 2022-2023        | aucun                            |
| Promotions et relégations                  |                                  |
| Promus en Premier League                   | aucun                            |
| Relégués en National Super League          | aucun                            |